# Гордон, Мэрианн
Мэ́рианн Го́рдон (англ. Marianne Gordon; 23 июля 1946, Атенс, Джорджия, США) — американская актриса.

## Карьера
В 1965—1991 года Мэрианн сыграла в 23-х фильмах и телесериалах, она наиболее известна ролями в таких фильмах как: «Ребёнок Розмари» (1968, роль подруги Роузмэри), «Маленькие прелестницы» (1980, роль миссис Уитни), «Существо» (1983, роль Лори) и «Гигант Горы Грома» (1991, роль Алиши Уилсон). В 2007 году Гордон стала лауреатом премии «TV Land Award».

## Личная жизнь
31 января 1971 года Мэрианн вышла замуж за продюсером Майкла Трикилиса, с которым она развелась в 1970-х годах.
В 1977—1993 года Мэрианн была замужем за певцом Кенни Роджерсом (род.1938). В этом браке Гордон родила своего первенца — сына Кристофера Коди Роджерса (род.1982).